# Territoire ukrainien temporairement occupé
Cet article concerne le territoire ukrainien occupé par la Russie depuis 2014. Pour l'occupation allemande de l'Ukraine pendant la Seconde Guerre mondiale, voir Reichskommissariat Ukraine.

Le territoire ukrainien temporairement occupé (en ukrainien : тимчасово окупована територія України) est défini comme tel dans le droit ukrainien au cours de la guerre russo-ukrainienne, à la suite de l'occupation militaire russe qui entraîne la perte du contrôle ukrainien sur la péninsule de Crimée et sur certaines parties des oblasts de Donetsk et de Louhansk en 2014.
À partir de 2022, les forces russes occupent des territoires supplémentaires dans les oblasts de Donetsk et Louhansk, ainsi que des parties des oblasts de Kharkiv, de Kherson, de Mykolaïv et de Zaporijjia. Les forces armées russes quittent les territoires occupés des oblasts de Tchernihiv, de Kiev, de Soumy et de Jytomyr début avril 2022. Selon la loi ukrainienne, tous ces territoires sont sous occupation russe et il n'y a pas de distinction entre les administrations russes et prorusses : les structures de l'administration d'occupation russe comprennent à la fois des organes étatiques russes régissant ces territoires et des organes autoproclamés contrôlés par la fédération de Russie. Le 24 mai, Forbes Ukraine rapporte que la Russie occupe 125 000 km2, soit 20,7 % du territoire ukrainien. Le 2 juin, le président ukrainien Zelensky déclare que les Russes occupent environ 20 % du territoire ukrainien au total.
Lors des contre-offensives ukrainiennes de Kherson et Kharkiv durant la deuxième partie de l'année 2022, l'Ukraine reprend le contrôle d'une partie des territoires précédemment conquis, et les mois qui suivent voient peu de changements territoriaux significatifs.

## Contexte
En réponse à l'intervention militaire russe, le parlement ukrainien a adopté des lois gouvernementales (avec d'autres mises à jour et extensions) pour qualifier la république autonome de Crimée et certaines parties des oblasts de Donetsk et de Louhansk de territoires temporairement occupés et incontrôlés :
1. République autonome de Crimée :
  - Loi de l'Ukraine no 1207-VII (15 avril 2014) « Garantie des droits et de la liberté des citoyens et réglementation juridique sur le territoire ukrainien temporairement occupé »[2].
2. Raïons séparés des oblasts de Donetsk et de Louhansk :
  - Arrêté du Cabinet des ministres de l'Ukraine no 1085-р (7 novembre 2014) « Une liste des localités sur un territoire temporairement non contrôlé par les autorités gouvernementales et une liste des points de repère situés sur la ligne de contact »[3].
  - Loi de l'Ukraine no 254-19-VIII (17 mars 2015) « Sur la reconnaissance de raïons, cités, villes et villages séparés dans les régions de Donetsk et Louhansk en tant que territoires temporairement occupés »[4].

## Réactions internationales
Le 20 avril 2016, l'Ukraine crée officiellement le ministère gouvernemental des Territoires temporairement occupés et des personnes déplacées. Il est ensuite rebaptisé Territoires temporairement occupés, PDI et Vétérans puis Ministère de la Réinsertion des Territoires temporairement occupés. La ministre actuelle est Iryna Verechtchouk, nommée le 4 novembre 2021.
En mars 2014, lors d'un vote aux Nations unies, 100 États membres sur 193 (à l'exception de l'Arménie, de la Biélorussie, de la Bolivie, de Cuba, de la Corée du Nord, du Nicaragua, de la Russie, du Soudan, de la Syrie, du Venezuela et du Zimbabwe) ne reconnaissent pas l'annexion de la Crimée par la Russie (voir la résolution 68/262 de l'Assemblée générale des Nations unies).
Une autre résolution a été adoptée par les Nations unies en décembre 2016 concernant « les droits de l'homme dans la république autonome de Crimée et la ville de Sébastopol », qui les reconnaissaient comme faisant partie de l'Ukraine.
Une autre résolution a été adoptée par les Nations unies en décembre 2017, également concernant « les droits de l'homme dans la république autonome de Crimée et la ville de Sébastopol », qui les reconnaissaient comme faisant partie de l'Ukraine.
En avril 2018, l'assemblée d'urgence de l'APCE a reconnu les régions occupées d'Ukraine comme des « territoires sous contrôle effectif de la fédération de Russie »,. Le président de la délégation ukrainienne auprès de l'APCE, le député Volodymyr Aryev, mentionne que la reconnaissance du fait qu'une partie du Donbass occupé est sous le contrôle de la Russie est importante pour l'Ukraine. « La responsabilité de tous les crimes commis dans les territoires non contrôlés est retirée à l'Ukraine. La Russie devient responsable », écrit Aryev sur Facebook.
La résolution A/73/L.47 de l'Assemblée générale des Nations unies, adoptée le 17 décembre 2018, stipule : [Quoi ?]

## Territoires occupés (de 2014 jusqu'à l'invasion en février 2022)

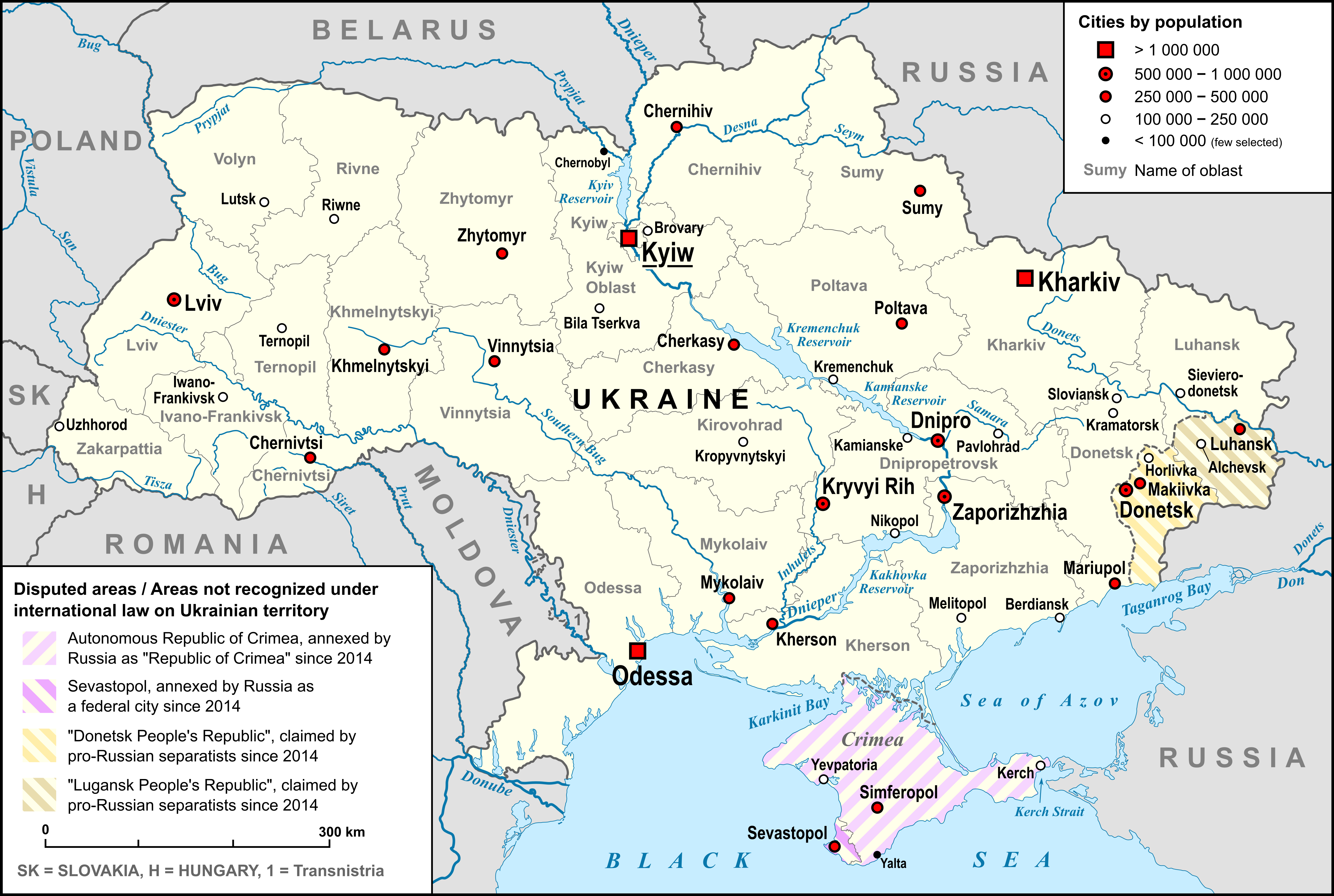
Ukraine (2014 - février 2022), avec la Crimée annexée en bas et deux républiques séparatistes autoproclamées du Donbass à droite

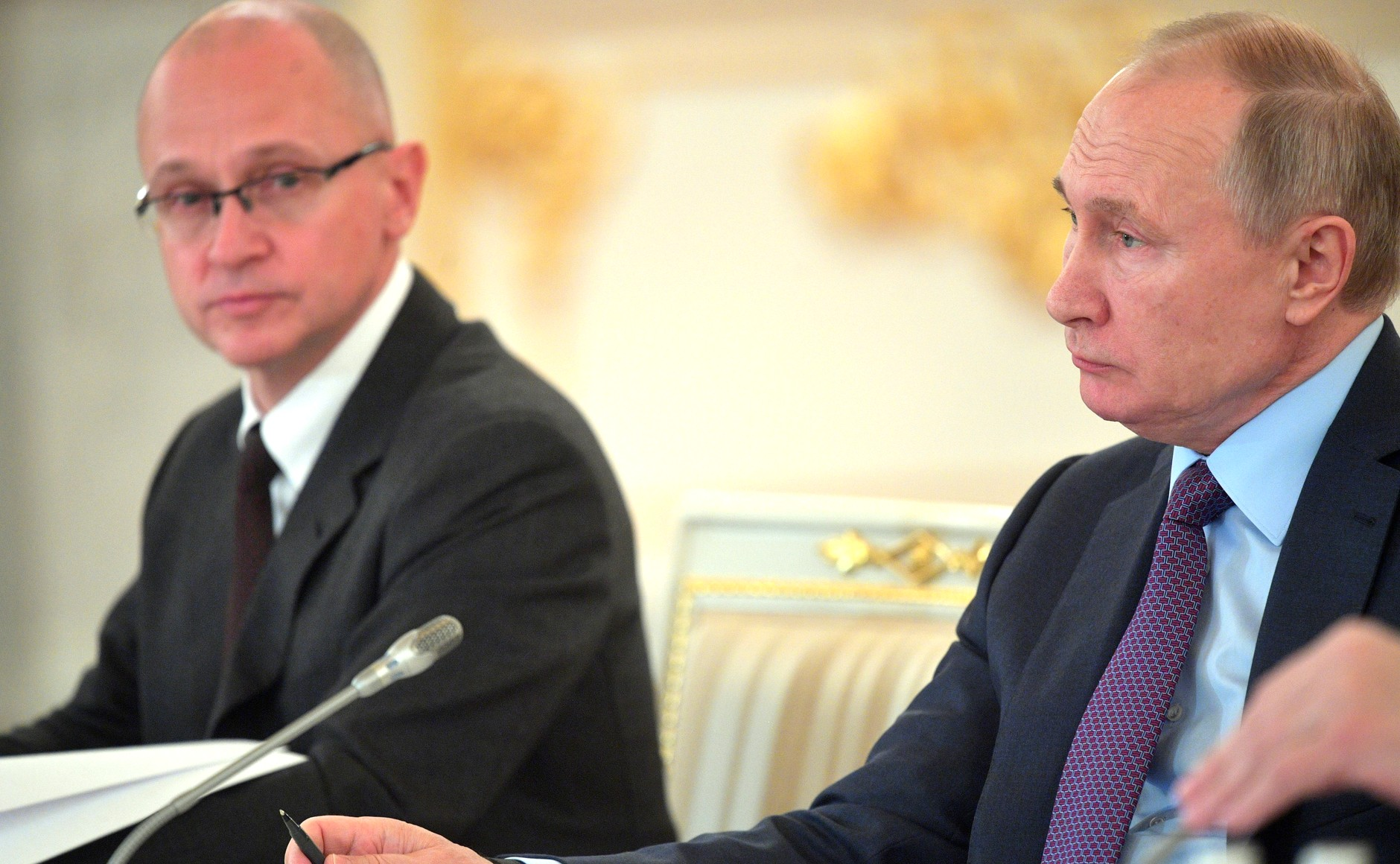
Sergueï Kirirenko (à gauche) est devenu l'homme de confiance de Poutine dans les territoires ukrainiens occupés par la Russie.

La situation concernant la péninsule de Crimée est d'autant plus complexe que la Russie a annexé le territoire en mars 2014 et l'administre comme deux sujets fédéraux : la république de Crimée et la ville fédérale de Sébastopol. L'Ukraine continue de revendiquer la Crimée comme faisant partie intégrante de son territoire, soutenue par la plupart des gouvernements étrangers et la résolution 68/262 de l'Assemblée générale des Nations unies, bien que la Russie et certains autres États membres de l'ONU reconnaissent la Crimée comme faisant partie de la fédération de Russie, ou aient exprimé son soutien au référendum de 2014 en Crimée. En 2015, la Verkhovna Rada a officiellement fixé au 20 février 2014 la date du « début de l'occupation temporaire de la Crimée et de Sébastopol par la Russie ».
Les parties incontrôlées des oblasts de Donetsk et de Louhansk sont abrégées de l'ukrainien par ORDLO (« certaines zones des oblasts de Donetsk et de Louhansk », ukrainien : Окремі райони Донецької та Луганської областей), principalement dans les médias d'information ukrainiens. Le terme est apparu pour la première fois dans la loi ukrainienne №1680-VII (octobre 2014). Les documents du protocole de Minsk et de l'OSCE les désignent comme « certaines zones des régions de Donetsk et Louhansk » (CADLR) d'Ukraine.
Le ministère de la Réintégration des territoires temporairement occupés est le ministère du gouvernement ukrainien qui supervise la politique gouvernementale à l'égard des régions. En 2019, le gouvernement considérait que 7 % du territoire ukrainien était sous occupation. La résolution A/73/L.47 de l'Assemblée générale des Nations unies, adoptée le 17 décembre 2018, désigne la Crimée comme étant sous « occupation temporaire ».
L'armée ukrainienne s'inquiète en 2019 du déploiement de missiles de croisière 3M-54 Kalibr sur des navires de la marine et des garde-côtes russes opérant en mer d'Azov, qui jouxte les territoires temporairement occupés. En conséquence, Marioupol et Berdiansk, deux principaux ports maritimes pryazoviens, souffrent d'une montée de l'insécurité (les deux villes ont été prises en 2022).
Temriouk et Taganrog, deux autres ports russes de la mer d'Azov, auraient été utilisés pour dissimuler la provenance du charbon anthracite et du gaz naturel liquéfié (GNL) des territoires temporairement occupés.
Depuis le début de la guerre russo-ukrainienne, le gouvernement ukrainien publie (en tant qu'extension de l'ordonnance gouvernementale no 1085-р et de la loi no 254-VIII) une « Liste des régions et des établissements occupés temporairement » et une « Liste des points de repère bordant la zone d'opération antiterroriste ». Au 16 septembre 2020, le Cabinet des ministres de l'Ukraine effectue quatre mises à jour de l'ordonnance n°. 1085-р et loi no. 254-VIII :
- Avenant no 128-р du 18 février 2015[18]
- Avenant no 428-р du 5 mai 2015[19]
- Avenant no 1276-р du 2 décembre 2015[20]
- Avenant no 79-р du 7 février 2018[21]
- Avenant no 410-р du 13 juin 2018[22]
- Avenant no 505-р du 5 juillet 2019[23]
- Avenant no 1125-р du 16 septembre 2020[24]

Certains noms de villages sont le résultat de la décommunisation en Ukraine en 2016,.

## Depuis l'invasion en 2022
Après l'invasion à grande échelle de la Russie en février 2022, l'armée russe et les forces prorusses ont encore occupé un territoire ukrainien supplémentaire. Début avril, les forces russes se retirent du nord de l'Ukraine, y compris de la capitale Kiev, après avoir fait face à une forte résistance ukrainienne, afin de se concentrer sur la consolidation du contrôle sur l'est et le sud de l'Ukraine. Le 2 juin 2022, Volodymyr Zelensky, le président ukrainien, annonce que la Russie occupe environ 20 % du territoire ukrainien.

### Oblast de Kherson
Le 24 février 2022, les troupes russes de Crimée envahissent les raïons d'Henichesk et de Skadovsk. Au cours des premiers jours de l'offensive, les Russes encerclent la plupart des villes et villages de l'oblast, leur bloquant les entrées avec des barrages routiers, mais n'entrant pas dans les villes elles-mêmes. Des batailles importantes ont lieu pour le pont d'Antonivka, qui traverse le fleuve Dnipro entre les positions russes sur la rive gauche et la ville ukrainienne de Kherson sur la rive droite. L'armée ukrainienne est finalement forcée de battre en retraite sous l'assaut de l'ennemi et la ville tombe sous contrôle russe le 2 mars. Le 29 juin, les autorités d'occupation russes de l'oblast de Kherson annoncent les préparatifs d'un référendum d'annexion. Le 9 juillet, le gouvernement ukrainien dévoile les préparatifs d'une contre-offensive imminente dans le sud et exhorte les habitants des parties occupées des oblasts de Kherson et de Zaporijjia à s'abriter ou à évacuer afin de minimiser les pertes civiles lors de l'opération.
Raïons de l'oblast de Kherson qui sont alors occupés :
- raïon de Henitchesk
- raïon de Kakhovka
- raïon de Skadovsk
- La majeure partie du raïon de Kherson
- La majeure partie du raïon de Beryslav

Lors de la seconde bataille de Kherson et de l'offensive qui l'entoure, les Ukrainiens libèrent l'ensemble des territoires de l'oblast situés au nord du Dniepr. Ils réalisent par la suite des incursions au sud, sans que le contrôle du territoire évolue significativement.

### Oblast de Zaporijjia
Le 26 février 2022, la ville de Berdiansk passe sous le contrôle de la fédération de Russie, suivie de Melitopol le 1er mars après de violents combats entre les forces russes et ukrainiennes. Les troupes russes assiègent et prennent également la ville d'Enerhodar, où se trouve la centrale nucléaire de Zaporijjia, qui passe sous le contrôle de la fédération de Russie le 4 mars. À partir de juillet, des tensions accrues ont lieu autour de la centrale électrique alors que la Russie et l'Ukraine s'accusent mutuellement de frappes de missiles autour de la centrale, faisant craindre une répétition potentielle de la catastrophe de Tchernobyl.
Raïons de l'oblast de Zaporijjia qui sont occupés :
- raïon de Melitopol
- raïon de Berdiansk
- La majeure partie du raïon de Vassylivka
- La majeure partie du raïon de Polohy

Lors de la contre-offensive ukrainienne de 2023, des gains de territoire mineurs ont lieu au profit de l'Ukraine dans l'oblast, autour du village de Robotyne notamment.

### Oblast de Donetsk
Depuis l'invasion, l'armée russe, ainsi que la république populaire de Donetsk soutenue par la Russie, ont bâti sur les gains territoriaux qu'ils ont réalisés pendant la guerre dans le Donbass et ont conquis des territoires supplémentaires, notamment le port de Marioupol après un siège prolongé.
Avant le 24 février 2022, les Raïons suivants de l'Oblast de Donetsk étaient déjà occupés :
- raïon de Horlivka
- raïon de Donetsk
- raïon de Kalmiouske

Après le 24 février 2022, les Raïons suivants de l'oblast de Donetsk ont été conquis :
- raïon de Marioupol
- Moitié du raïon de Volnovakha
- Parties nord du raïon de Kramatorsk
- Parties orientales du raïon de Bakhmout

### Oblast de Louhansk
Au 24 février 2022, les raïons suivants de l'oblast de Louhansk étaient déjà occupés :
- raïon d'Altchevsk
- raïon de Dovjansk
- raïon de Louhansk
- raïon de Rovenky

Après le 24 février 2022, les raïons suivants de l'oblast de Louhansk sont conquis :
- raïon de Chtchastia
- raïon de Starobilsk
- raïon de Svatove
- raïon de Sievierodonetsk

Le 3 juillet 2022, l'armée russe affirme que l'ensemble de l'oblast de Louhansk est passé sous son contrôle, suggérant que les forces russes ont réussi à occuper l'ensemble de l'oblast. Ceci marque une étape importante dans leur but de prendre la totalité du Donbass. Quelques localités restent toutefois sous contrôle ukrainien.

### Oblast de Kharkiv
L'occupation commence le 24 février 2022, immédiatement après que les troupes russes ont envahi l'Ukraine et ont commencé à s'emparer de certaines parties de l'oblast de Kharkiv. À partir d'avril 2022, les forces russes tentent de consolider le contrôle de la région et de capturer la principale ville de Kharkiv après leur retrait du nord de l'Ukraine. Cependant, à la mi-mai, les forces ukrainiennes repoussent les Russes vers la périphérie de la frontière russe.
Raïons de l'oblast de Kharkiv qui sont alors occupés :
- raïon de Koupiansk
- Parties du raïon d'Izioum
- Parties du raïon de Tchouhouïv
- Parties nord du raïon de Kharkiv
- Parties nord du raïon de Bohodoukhiv

En septembre 2022, l'offensive de Kharkiv permet de reconquérir la plus grande partie de l'oblast, la Russie ne conservant le contrôle que de quelques localités à l'est.

### Oblast de Mykolaïv
L'occupation de l'oblast de Mykolaïv commence le 26 février 2022 avec la traversée des troupes russes dans l'oblast via l'oblast de Kherson depuis la Crimée. En mars, la Russie tente d'avancer vers Voznessensk, Mykolaïv et Nova Odessa, tentatives qui échouent. En mai, la Russie occupe Snihourivka, Tsentralne, Novopetrivka et de nombreux autres petits villages.
Raïons de l'oblast de Mykolaïv occupés :
- Parties sud-est du raïon de Bachtanka
- Parties sud et orientales du raïon de Mykolaïv

La plus grande partie de l'oblast est reconquise par l'Ukraine lors de l'offensive de Kherson, à partir de septembre 2022, la Russie ne conservant que la flèche de Kinbourn.